# 29-та моторизована дивізія (Третій Рейх)
29-та моторизована дивізія (Третій Рейх) (нім. 29. Infanterie-Division (mot.) — моторизована дивізія Вермахту за часів Другої світової війни. 23 червня 1943 переформована на 29-ту панцергренадерську дивізію.

## Історія
29-та моторизована дивізія створена в жовтні 1937 в Ерфурті в 9-му військовому окрузі (нім. Wehrkreis IX) шляхом перейменування 29-ї піхотної дивізії.

## Райони бойових дій
- Німеччина (жовтень 1937 — вересень 1939);
- Польща (вересень — грудень 1939);
- Німеччина (грудень 1939 — травень 1940);
- Люксембург, Бельгія (травень 1940);
- Франція (червень 1940 — січень 1941);
- Німеччина (січень — червень 1941);
- СРСР (центральний напрямок) (червень 1941 — лютий 1942);
- СРСР (південний напрямок) (лютий — вересень 1942);
- Сталінград (вересень 1942 — січень 1943);
- Франція (березень — червень 1943).

## Командування

### Командири
1-ше формування
- генерал-лейтенант Густав Антон фон Вітерсгайм (нім. Gustav Anton von Wietersheim) (жовтень 1937 — 1 березня 1938);
- генерал-лейтенант Йоахім Лемельзен (нім. Joachim Lemelsen) (1 березня 1938 — 7 травня 1940);
- генерал-майор Вілібальд фон Лангерманн (нім. Willibald Freiherr von Langermann und Erlencamp) (7 травня — 7 вересня 1940);
- генерал-лейтенант Вальтер фон Больтенштерн (нім. Walter von Boltenstern) (7 вересня 1940 — 20 вересня 1941);
- генерал-лейтенант Макс Фремерей (нім. Max Fremerey) (20 вересня 1941 — 25 вересня 1942);
- генерал-майор Ганс-Георг Лейзер (нім. Hans-Georg Leyser) (25 вересня 1942 — 31 січня 1943).

2-ге формування
- оберст, з 1 червня 1943 генерал-майор Вальтер Фріз (нім. Walter Fries) (1 березня — 23 червня 1943).

## Нагороджені дивізії
Нагороджені дивізії
Нагороджені Сертифікатом Пошани Головнокомандувача Сухопутних військ для військових формувань Вермахту
- 20 липня 1941 — 71-й піхотний полк за бойові дії в ході Смоленської битви 15 липня 1941 (153);

Нагороджені Сертифікатом Пошани Головнокомандувача Сухопутних військ для військових формувань Вермахту за збитий літак противника (7)
- 16 травня 1942 — 5-та рота 15-го моторизованого полку за дії 16 лютого 1942 (№ 119);
- 19 червня 1942 — 1-ша рота 15-го моторизованого полку за дії 29 квітня 1942 (№ 169);
- 28 листопада 1942 — 10-та єгерська рота 15-го моторизованого полку за дії 7 липня 1942 (№ 285);
- 28 листопада 1942 — 3-й взвод 10-ї єгерської роти 15-го моторизованого полку за дії 9 липня 1942 (№ 286);
- 28 листопада 1942 — 11-та єгерська рота 15-го моторизованого полку за дії 21 липня 1942 (№ 287);
- 11 лютого 1943 — штабна рота 4-го зенітного дивізіону 29-го зенітного артилерійського полку за дії 9 липня 1942 (№ 317);
- ? — 29-й навчальний батальйон 29-ї панцергренадерської дивізії за дії 22 листопада 1944 (№ ?);.

|  | Кавалери Нагрудного знаку ближнього бою в золоті                                                           | 5                                                                                              |
|  | Кавалери Золотого Німецького Хреста                                                                        | 90                                                                                             |
|  | Кавалери Срібного Німецького Хреста                                                                        | 3                                                                                              |
|  | Кавалери Лицарського хреста Залізного хреста з Дубовим листям та Мечами                                    | 1 (№ 87 генерал-лейтенант Вальтер Фріз — 11.08.1944)                                           |
|  | Кавалери Лицарського хреста Залізного хреста з Дубовим листям                                              | 2 (№ 76 оберст Вальтер Вессель — 17.02.1942 № 378 генерал-лейтенант Вальтер Фріз — 29.01.1944) |
|  | Кавалери Лицарського хреста Залізного хреста                                                               | 29                                                                                             |
|  | Кавалери Почесної відзнаки Сухопутних військ «Почесна застібка на орденську стрічку для Сухопутних військ» | 14                                                                                             |

- Нагороджені Сертифікатом Пошани Головнокомандувача Сухопутних військ (4)
- Нагороджені Сертифікатом Пошани Головнокомандувача Сухопутних військ за збитий літак противника (1)

## Відео
- GERMAN 29TH INFANTRY DIVISION IN STALINGRAD